# August Landmesser
August Landmesser (24. května 1910 Moorrege – 17. října 1944 Ston, potvrzeno 1949) byl německý dělník v loděnicích Blohm+Voss v Hamburku. Proslavil se jako Muž, který nehajloval na fotografii z 13. června 1936.

## Biografie
Narodil se jako jediné dítě do rodiny Augusta Franze Landmessera a jeho ženy Wilhelmine Magdalene (rozené Schmidtpott). V roce 1931 vstoupil do NSDAP, aby nalezl lepší práci. V roce 1935 se seznámil s židovkou Irmou Eckler, za což byl vyloučen ze strany. Irmu si chtěl vzít, ale Norimberské zákony jim v tom zabránily. 29. října 1935 se jim narodila první dcera Ingrid. V roce 1937 se Landmesser s rodinou pokusil utéct do Dánska, ale byli chyceni. A protože jeho žena byla již podruhé těhotná, byli obviněni z „hanobení rasy a krve”. Nakonec se oběma podařilo, že byli propuštěni. Landmessera nutili, aby svoji ženu zavrhl. Jelikož však ve svém vztahu pokračovali, byli odsouzeni. Landmesser byl odsouzen ke dvěma a půl roku v koncentračním táboře Börgermoor (v Belgii). Těhotná Irma Eckler byla uvězněna ve věznici Fuhlsbüttel, kde porodila druhou dceru Irene a následně pobývala v několika dalších koncentračních táborech. Je pravděpodobné, že zahynula během roku 1942 v Centru eutanazie v Bernburgu společně s dalšími 14 tisíci oběťmi.
Landmesser byl z vězení propuštěn v roce 1941. Nejdříve pracoval pro dopravní firmu Püst. V únoru 1944 byl však mobilizován a přidělen k trestnému oddílu v rámci „Strafdivision 999”. Byl zabit v boji v Chorvatsku 17. října 1944. Toto bylo potvrzeno z dokumentů až v roce 1949.
Jejich dcery byly umístěny do sirotčince. Dcera Ingrid byla později svěřena babičce z matčiny strany, Irene byla v roce 1941 svěřena do péče pěstounů. Po smrti babičky v roce 1953 byla předána do pěstounské péče i Ingrid. Sňatek Augusta Landmessera a Irmy Eckler byl v létě 1951 zpětně uznán Senátem města Hamburku. Na podzim toho roku bylo Ingrid přiznáno příjmení Landmesser. Irene zůstalo příjmení Eckler.

## Identifikace
V roce 1996 Irene Eckler publikovala knihu Die Vormundschaftsakte 1935–1958: Verfolgung einer Familie wegen „Rassenschande” vyprávějící příběh její rodiny. Kniha obsahovala velké množství dokumentů, fotografií, dopisů její matky a úředních listin. Postava, kterou Irma Eckler identifikovala jako svého otce Augusta Landmessera, je zachycena na fotografii, jež vznikla 13. června 1936 a byla publikována 22. března 1991 v týdeníku Die Zeit. Zachycuje masu lidí v loděnicích Blohm+Voss v Hamburku během oslav spuštění nové lodi Horst Wessel na vodu. Většina lidí slaví tento okamžik zdviženou pravicí, krom několika jedinců. Ale pouze jediný z nich ostentativně stojí se zkříženýma rukama. Není jasné, jestli muž na fotografii je opravdu August Landmesser. Jiná rodina tuto osobu označuje jako muže jménem Gustav Wegert.